# Ohrsen
Ohrsen ist ein Ortsteil der lippischen Stadt Lage in Nordrhein-Westfalen. Bis zur Eingemeindung nach Lage am 1. Januar 1970 war Ohrsen eine selbstständige Gemeinde.

## Geographie

### Schutzgebiete
Östlich von Ohrsen erstreckt sich das rund 20 Hektar große Naturschutzgebiet „Grutt- und Sunderbach“ und westlich grenzt das rund 12,5 ha große Landschaftsschutzgebiet Krebsbachtal an.

## Geschichte

### Ortsname
Ohrsen wurde um 1139 als Otherwardessen erstmals schriftlich erwähnt.
Folgende Schreibweisen sind ebenfalls belegt: Oderdessen (1230), Oderrinchesen (1239), Oderdissen (1296), Oderdissem (1307), Auderdyssen (1442), Ouderdissen (1442), Ordyßen (1533), Orssenn (1590, im Landschatzregister), Orsen (1617, im Salbuch), Aersen (1635) und Ohrsen (ab etwa 1758).

## Religion
Die überwiegend evangelisch-reformierte Bevölkerung gehört zur ev.-ref. Johannesgemeinde Kachtenhausen in Kachtenhausen.

## Landschaftsbild
Historische Höfe bilden die Siedlungskerne der ausgedehnten Landschaft. Viel Platz in der Natur bieten ausgedehnte Wälder, Wiesen, Felder und ein Bachsaum.

## In Ohrsen geboren
- Gottlieb Johanning (1866–1930), Landwirt und Mitglied des Lippischen Landtags
- Rudolf Brinkmann (1898–1976), Bürgermeister von Leopoldshöhe und Mitglied des Landtags Lippe